# آيت سعدلي الجبل (أبادو)
آيت سعدلي الجبل هي إحدى مشيخات المملكة المغربية، تتبع جغرافيا لإقليم الحوز وإداريًا لأبادو. يقدر عدد سكانها بـ 3812 نسمة حسب الإحصاء الرسمي للسكان والسكنى لسنة 2004.